# МХП-Арена
„МХП-Арена“ (на немски: MHPArena) е стадион в Щутгарт, Германия и дом на футболния отбор от германската Бундеслига ФФБ Щутгарт.
Преди 1993 г. той се е казвал „Некарщадион“ на името на близката река Некар, а между 1993 и юли 2008 г. – „Готлиб-Даймлер Щадион“. От сезон 2008 – 09 стадионът е преименуван на „Мерцедес-Бенц Арена“, започвайки с предсезонна контрола с Арсенал на 30 юли 2008 г. На 1 юли 2023 г. стадионът е преименуван на „MHPArena“ заради спонсорството на компанията MHP Management- und IT-Beratung.
Съгласно устава на УЕФА, стадионът не може да носи спонсорско име при провеждане на международни мачове (срещи от Шампионската лига и Лигата на Европа), тъй като в техните ръководни органи действат правила, забраняващи корпоративното спонсорство от страна на компании, които не са официални партньори на турнирите. За такива случаи се използва алтернативното название „Щутгарт Арена“.

## История
Стадионът е построен през 1933 г. по проект на германския архитект Паул Бонац. След построяването си той се казва Adolf-Hitler-Kampfbahn. Името „Некарщадион“ е използвано след 1949 г. Той е дом на ФФБ Щутгарт в Бундеслигата.
След голям ремонт в края на 1980-те и началото на 1990-те, финансиран от „Даймлер-Бенц“, Градският съвет на Щутгарт нарича стадиона на Готлиб Даймлер.
Понастоящем стадионът има капацитет 41 000 места, след като една от трибуните е съборена през лятото на 2009 г. в процеса на превръщането му в чисто футболна арена. Възстановената арена с капацитет от 60 000 места трябва да бъде завършена през декември 2011.
„МХП-Арена“ разполага с уникална покривна конструкция, която го прави лесно разпознаваем. Той е придържан от естетична стоманена рамка, която опасва целия стадион и тежи около 2700 тона. Стоманените кабели свързващи покрива с рамката тежат около 420 тона.

## Международни мачове
„МХП-Арена“ приема 4 мача от Мондиал 1974, 2 мача от Евро 1988 и 6 мача от Мондиал 2006.
Стадионът също така домакинства на финалите за КЕШ през 1959 г.(Реал Мадрид срещу Стад дьо Реймс) и 1988 г.(ПСВ Айндховен срещу Бенфика).

## Реконструкция
Започвайки от 2009 г., „Мерцедес-Бенц Арена“ е планиран да бъде реконструиран в изцяло футболна арена. Планирано е да бъдат изградени нови трибуни до лятото на 2011 г., а нивото на терена да бъде понижено с 1,3 метра. Когато реконструкцията на интериора бъде завършена, покривът ще бъде разширен, за да покрива нови редове със седалки. Останалата конструкция се очаква да бъде завършена до края на 2011 г. Реконструкцията е обявена заедно със смяната на името през март 2008 г. Първите компютърни изображения на новата арена се появяват по същото време, показвайки голям куб с 4 видео табла над централния кръг на терена, подобен на този на Комерцбанк-Арена във Франкфурт. През първите няколко седмици на ремонта на мястото на конструкцията са открити 18 недетонирани бомби от Втората световна война.

## Мачове от международни турнири

### Мондиал 1974
Щутгарт приема следните мачове на Мондиал 1974.
| Дата       | Час(CET) | Отбор #1  | Рез.  | Отбор #2  | Фаза                | Публика |
| ---------- | -------- | --------- | ----- | --------- | ------------------- | ------- |
| 15-06-1974 | 18.00    | Полша     | 3 – 2 | Аржентина | Първи кръг, Група 4 | 31 500  |
| 06-19-1974 | 19.30    | Аржентина | 1 – 1 | Италия    | Първи кръг, Група 4 | 68 900  |
| 23-06-1974 | 16.00    | Полша     | 2 – 1 | Италия    | Първи кръг, Група 4 | 68 900  |
| 26-06-1974 | 19.30    | Швеция    | 0 – 1 | Полша     | Втори кръг, Група Б | 43 755  |

### Евро 1988
| Дата       | Час(CET) | Отбор #1 | Рез.  | Отбор #2 | Фаза                | Публика |
| ---------- | -------- | -------- | ----- | -------- | ------------------- | ------- |
| 12-06-1988 | 15.30    | Англия   | 0 – 1 | Ирландия | Първи кръг, Група Б | 51 573  |
| 22-06-1988 | 20.15    | СССР     | 2 – 0 | Италия   | Полуфинали          | 61 606  |

### Мондиал 2006
Следните мачове са играни на стадиона по време на Мондиал 2006.
| Дата       | Час(CET) | Отбор #1 | Рез.  | Отбор #2    | Фаза        | Публика |
| ---------- | -------- | -------- | ----- | ----------- | ----------- | ------- |
| 13-06-2006 | 18.00    | Франция  | 0 – 0 | Швейцария   | Група Ж     | 52 000  |
| 16-06-2006 | 18.00    | Холандия | 2 – 1 | Кот д'Ивоар | Група В     | 52 000  |
| 19-06-2006 | 21.00    | Испания  | 3 – 1 | Тунис       | Група З     | 52 000  |
| 22-06-2006 | 21.00    | Хърватия | 2 – 2 | Австралия   | Група Е     | 52 000  |
| 25-06-2006 | 17.00    | Англия   | 1 – 0 | Еквадор     | 1/16 финали | 52 000  |
| 08-07-2006 | 21.00    | Германия | 3 – 1 | Португалия  | Малък финал | 52 000  |